# العلاقات اليمنية الهولندية
العلاقات اليمنية الهولندية هي العلاقات الثنائية التي تجمع بين الجمهورية اليمنية ومملكة الأراضي المنخفضة.

## التاريخ
تعود بداية العلاقات الثنائية بين اليمن ومملكة هولندا إلى القرن السابع عشر الميلادي عندما قامت شركة الهند الشرقية الهولندية بافتتاح مكتبا لها في مدينة المخا في العام 1616 لتصدير البن والبهارات الى أوروبا وإندونيسيا، استمر عمل هذا المكتب لقرابة 150 عاما، انتقلت خلالها شجرة البن اليمني من اليمن الى المستعمرة الهولندية "سورينام" في الكاريبي ومنها انتشرت زراعة البن في عموم أمريكا الجنوبية. 
في العصر الحديث، وقعت المملكة المتوكلية اليمنية ومملكة هولندا معاهدة صداقة بصنعاء في 12 مارس 1933م والتي تم تجديدها في 12 أبريل 1939م ثم في 18 يوليو 1947م وتوقفت العلاقة عند هذا الحد، حتى أوائل السبعينيات دشنت العلاقات الدبلوماسية بين مملكة هولندا واليمنين الشمالي والجنوبي  ففي 13 نوفمبر 1975م قدم سفير اليمن الجنوبي لدى لندن محمد هادي عوض أوراق اعتماده كسفير غير مقيم لدى هولندا وفي 14 نوفمبر 1975م قدم سفير اليمن الشمالي لدى برلين أحمد قايد بركات أوراق اعتماده كسفير غير مقيم لدى هولندا. وفي 3 أكتوبر 1978م تم توقيع اتفاقية التعاون التنموي بين البلدين والتي تم تسجيلها في الأمم المتحدة من قبل هولندا في 30 مارس 1982م.
مع قيام الوحدة اليمنية كان السفير محمد الرباعي أول سفير للجمهورية اليمنية لدى مملكة هولندا حيث قدم أوراق اعتماده في 22 مايو 1990م.

## مقارنة بين البلدين
هذه مقارنة عامة ومرجعية للدولتين:
| وجه المقارنة                         | اليمن                   | هولندا                                                              |
| ------------------------------------ | ----------------------- | ------------------------------------------------------------------- |
| المساحة (كم2)                        | 555.00 ألف              | 42.2 ألف                                                            |
| عدد السكان (نسمة)                    | 30.4 مليون              | 17.1 مليون                                                          |
| الكثافة السكانية (ن./كم²)            | 54.0                    | 405.2                                                               |
| العاصمة                              | صنعاء عدن (عاصمة مؤقتة) | أمستردام                                                            |
| اللغة الرسمية                        | اللغة العربية           | اللغة الهولندية                                                     |
| العملة                               | ريال يمني               | يورو، فرنك بلجيكي                                                   |
| الناتج المحلي الإجمالي (بليون دولار) | 18.21 مليار             | 830.57 مليار                                                        |
| مؤشر التنمية البشرية                 | 0.498                   | 0.941                                                               |
| رمز المكالمات الدولي                 | +967                    | +31                                                                 |
| رمز الإنترنت                         | .ye                     | .nl                                                                 |
| المنطقة الزمنية                      | ت ع م+03:00             | توقيت وسط أوروبا، ت ع م+01:00، ت ع م+02:00، توقيت وسط أوروبا الصيفي |

## وصلات خارجية
- موقع ســفارة الجمهورية اليمنية في هولندا